# カルローポリ
カルローポリ（イタリア語: Carlopoli）は、イタリア共和国カラブリア州カタンザーロ県にある、人口約1,500人の基礎自治体（コムーネ）。

## 地理

### 位置・広がり

#### 隣接コムーネ
隣接するコムーネは以下の通り。括弧内のCSはコゼンツァ県所属を示す。
- ビアンキ (CS)
- チカーラ
- ジミリアーノ
- パネッティエーリ (CS)
- ソルボ・サン・バジーレ
- ソヴェリーア・マンネッリ